# Cirfontaines-en-Azois
Cirfontaines-en-Azois è un comune francese di 203 abitanti situato nel dipartimento dell'Alta Marna nella regione del Grand Est.

## Società

### Evoluzione demografica
Abitanti censiti